# 街头霸王ZERO 3
《街头霸王ZERO 3》是一款由卡普空制作和发行的游戏。游戏最初于1998年2月在日本CPS II街机发行，之后移植至PlayStation、世嘉土星、PlayStation Portable和PlayStation 2等平台。
《街头霸王ZERO 3》去除了“手动”和“自动”模式。
《Fami通》给予本作街机版本32/40分。